# Волга
Волга (рус. Во́лга) најдужа је река Европе, дугачка 3.534 km. Протиче кроз Русију. Стари Грци су је звали Ра.
Волга извире у Валдајском горју, а улива се у Каспијско море. У целој својој дужини Волга има пад само од 156 m.
У Волгу утиче око 200 река, а читав слив има око 151.000 река, речица, потока и других водотокова. Укупно сливно подручје Волге обухвата површину од 1,36 милиона km². Волга као водени пут повезује север и запад Европе са Каспијским морем и средњом Азијом. Средња годишња количина воде износи 258 милијарди кубних метара.

## Номенклатура
Руски хидроним Волга изведен је из прасловенске речи vòlga „влажност, влага”, која је очувана у многим словенским језицима, укључујући украјински volóha (воло́га) „влага”, руски влага (влага), бугарски влага (влага), чешки vláha „влажност”, српски влага, и словеначки vlaga између осталих.
Словенско име је позајмљени превод раније скитске речи Rā (Ῥᾶ) „Волга”, са дословним значењем „влажност”, што је сродно са авестанском речи Raŋhā „мистична струја” (такође треба упоредити са пореклом согдијске речи r’k „вена, крвни суд” (raha-ka), персијске رگ rag „вена”) и санскритске rasā́- (रसा) „роса, течност, сок; мистична река”. Скитско име је очувано у модерном мордвинском називу Rav (Рав) „Волга”.
Туркијски народи који живе дуж реке су је раније називали Itil или Atil, „велика река”. У медерним туркијским језицима, Волга је позната као Идел (Идел) у татарском, Атал (Atăl) у чувашком, Idhel у башкирском, Edil у казашком, и İdil у турском. Туркијски народи су асоцирали Итилов настанак са реком Кама. Стога је лева притока Каме названа Aq Itil „Бели Итил” што се повезује са називом Kara Itil „Црни Итил” код данашњег града Уфа. Име Indyl (Indɨl) се користи у адигејском језику.
Међу азијским народима, река је позната по свом туркијском имену Sarı-su „жута вода”, али Ојрати исто тако користе своје сопствено име, Ijil mörön или „прилагодљива река”. У данашње време Маријци, још једна Уралска група, назива реку Jul (Юл), са значењем „пут” у татарском језику. У прошлости, они су звали реку Volgydo, позајмљујући из староруског језика.

## Опис
Волга је најдужа река у Европи. Она припада затвореном сливу Каспијског језера, при чему је она најдужа река тог слива. Река извире у Валдајском побрђу 225 m изнад нивоа мора северозападно од Москве и око 320 km југоисточно од Санкт Петербургa. Волга тече на исток поред језера Стерж, Твера, Дубне, Рибинска, Јарославља, Нижњег Новгорода, и Казања. Одатле скреће на југ, тече поред Уљановска, Тољатија, Самаре, Саратова и Волгограда, и улива се у Каспијско језеро испод Астрахана на 28 m испод нивоа мора. На положају од знатног стратешког значаја, река савија ка Дону („велико скретање”). На том месту се налази Волгоград, раније Стаљинград.
Волга има многобројне притоке, најважније од којих су реке Кама, Ока, Ветлуга, и Сура. Волга и њене притоке формирају речни систем Волге, који протиче кроз област од око 1.350.000 km² у најнасељенијем делу Русије. Ушће Волге је дугачко око 160 km и обухвата око 500 канала и мањих река. То је највећи естуар у Европи, и једино место у Русији где се могу наћи пеликани, фламингои, и лотуси. Волга се замрзава највећим делом свог тока током три месеца сваке године.
Волга дренира највећи део западне Русије. Њени многобројни велики резервоари се користе за иригацију и за погон хидроцентрала. Московски канал, канал Волга – Дон, и Волго-Балтички канал формирају пловне водене путеве којима се Москва повезује са Белим морем, Балтичким морем, Каспијским језером, Азовским морем и Црним морем. Високи нивои хемијског загађења негативно утичу на реку и њена станишта.
Плодна речна долина пружа велике количине пшенице, и такође има много минералних богатстава. У долини Волге се налази значајна нафтна индустрија. Други ресурци су земни гас, со, и поташа. Делта Волге и оближње Каспијско језеро нуде изврсне риболовне површине. Астрахан, у делти, је центар кавијарске индустрије.

### Људска историја
Област низводно од Волге, за коју се верује да је била колевка праиндоевропских цивилизација, била је насељена Хунима и другим Туркијским народима у првом миленијуму, који су заменили Ските. Антички учењак Птолемеј од Александрије помиње доњу Вилгу у својој Географији (Књига 5, Поглавље 8, 2. мапа Азије). Он је назива Rha, што је било Скитско име реке. Птолемеј је веровао да Дон и Волга деле исте горње гране, које су текле из Хиперборејанских планина.
Након тога, слив је одиграо важну улогу у кретању народа из Азије до Европе. Моћна држава Поволшка Бугарска је једном цветала на ушћу Каме у Волгу, док су Хазари контролисали ниже делове реке. Градови на Волги као што су Итиљ, Саксин, или Сарај били су међу највећим у средњовековном свету. Река је служила као важна труговачка рута која је повезивала Скандинавију, Русе, и Поволшку Бугарску са Хазарима и Персијом.
Хазаре су заменили Кипчаци, Кимаци и Монголи, који су основали Златну хорду у доњем току Волге. Касније је њихова империја подељена у Казањски канат и Астрахански канат, оба од којих су покорили Руси током Руско-Казањских ратова 16. века. Дубока осећања Руског народа према Волги одјекују у њиховој националној култури и књижевности, почевши од 12. вековног Слова о Игоровом походу. Песма бродара на Волги је једна од многобројних песама посвећених националној реци Русије.
Конструкције брана током совјетске ере често су узроковале пресељења великог броја људи, као и уништавање њиховог историјског наслеђа. На пример, град Молога је био поплављен ради конструисања Рибинског резервоара (у то време највећег вештачког језера на свету). Конструкција Угличког резервоара узроковала је плављење неколико манастира са зградама које датирају из 15. и 16. века. У таквим случајевима еколошка и културна штета често су премашивале било какву економску предност.

#### Конфликти 20. века
Током Руског грађанског рата, обе стране су имале војне бродове на Волги. Године 1918, црвена Волшка флотила учествовала је у потискивању Белих ка истоку, од средишње Волге код Казања до Кама и коначно до Уфе на Белаји.
У модерним временима, град на великом завоју Волге, сада познат као Волгоград, био је поприште Битке за Стаљинград, вероватно најкрвавије битке у људској историји, у којој су снаге Совјетског Савеза и Немачке биле у мртвој тачки борбе за приступ реци. Волга је била (и још увек јесте) витална транспортна рута између централне Русије и Каспијског језера, која пружа приступ нафтним пољима Апшеронског полуострва. Хитлер је планирао да користи приступ нафтним пољима Азербејџана за опскрбу будућих Немачких освајања. Осим тога, ко год је држао обе стране реке могао би да премешта снаге преко реке, и да порази непријатељска фортификације изван реке. Заузимајући реку, Хитлерова Немачка би била у могућности да транспортује залихе, оружје, и људство у северне делове Русије. У исто време, Немачка би перманентно ускратила ову транспортну руту Совјетском Савезу, ометајући им приступ нафти и снабдевање преко Персијског коридора.
Из тих разлога, мноштво амфибијских војних напада је спроведено у покушају уклањања друге стране са обала реке. У тим биткама, Совјетски Савез је био главна офанзивна страна, док су немачке трупе имале више дефанзивни став, мада се највећи део битке састојао од блиске борбе, без јасне офанзивне или одбрамбене стране.

## Речни ток
Читав ток реке се обично дели на три дела:
- горњи ток – од извора до ушћа Оке
- средњи ток – од ушћа Оке до ушћа Каме
- доњи ток – од ушћа Каме до ушћа у Каспијско море

### Горњи ток
Након што напусти Валдајско побрђе, Волга стиже до Ржева и ту скреће на североисток. Од те тачке реком могу пловити само мањи теретни бродови. Низводно је смештен град Твер, основан још 1135. године, на путу који спаја Москву и Санкт Петербург. Волга затим тече кроз вештачко језеро Иванково, према Дубни, где се спаја са каналом Москва-Волга. Затим река стиже до Угличког језера, које је створено градњом бране код града Углича. Волга затим иде према северу, до Рибинског језера .

### Средњи ток
Даље, Волга протиче кроз Рибинск, највећу прекрцајну луку на горњем току реке. Ту Волга скреће на југоисток и долази до Јарославља, једног од најстријих градова Русије. Око 70 km низводно је Кострома, град основан још 1152. године на ушћу истоимене реке. Иза Кинешме је на Волги изграђено Нижњеновгородско језеро, дугачко око 80 km.
У Нижњнем Новгороду у Волгу здесна утиче Ока. После спајања са Оком, Волга скреће на исток и убрзо протиче кроз Чебоксарско вештако језеро, које је настало током осамдесетих година 20. века. 150 km низводно Волга стиже у Казањ, главни град Татарстана, а затим скреће на југ. Казањ лежи на почетку читавих 550 km дугачког вештачког језера Самара, највећег вештачког језера на Волги и у Европи. Ту Кама утиче у Волгу. Уз обалу су смештени градови Симбирск и Тољати. Ту лежи и милионски град Самара.

### Доњи ток
Саратовксо вештачко језеро почиње овде, а настало је градњом код Балакова. Низводно од тог града у Волгу утиче Велики Иргис. Између Балакова и Саратова су до почетка Другог светског рата живели Поволошки Немци. Од Казања до Волгограда десна обала Волге оивичена је брежуљцима, док се уз супротну обалу пружа равница. Волга затим протиче кроз Саратов, индустријски и универзитетски град са око 880000 становника. Ту почиње 600 km дугачко Волгоградско вештачко језеро, на чијој обали лежи град Камишин. Испод бране је Волгоград, који се пружа западном обалом Волге у дужини од осамдесет километара. Код Светлог Јара се према западу одваја канал Волга-Дон. Тај канал представља везу Волге са Црним морем, а ископан је између 1950. и 1957. године. Код Волжскија се од Волге одваја Ахтјуба. Ту се Волга окреће својим „коленом“ према југоистоку и наставља у Каспијско море. На почетку делте Волге сместио се град Астрахан.

### Делта
На почетку Делте Волге сместио се град Астрахан (раније Итил). Делови делте су заштићени као важна међустаница птица селица. Два највећа рукавца Волге у делти су Бахтемир и Табола, а Ахтјуба утиче у највеће језеро на свету нешто источније.

### Важне притоке Волге
- Молога
- Шексна
- Кострома
- Унша
- Ока
- Сура
- Ветлуга
- Кама
- Самара
- Велики Иргис

## Археологија
Археолошки налази потврђују да су људи живели на обалама Волге још од најранијих времена. У различитим раздобљима су се на обалама реке налазили различити управни и трговачки градови, као Велики Булгар (у близини града Болгари у Татарстану), Сарај (недалеко Волгограда) и Итил (данас Астрахан). Плодно тле делте многи историчари сматрају колевком индоевропских народа, међу којима су били и Келти. Волга је служила као трговачки пут од Скандинавије до Персије.

## Водени систем
Основни извори воде су снежне падавине (60%), подземне воде (30%) и кишне падавине (10%). Природни састав карактерише дужина пролећа (од априла до јуна), мала количина воде у лето и зиму, те кишом узроковане поплаве у јесен (октобар). Годишње флуктуације у нивоу на позицији пре каскада од брана досеже у Тверу 11 м, испод ушћа Каме 15-17 м а у Астрахану 3 м. Након регулације тока флуктуације су нагло смањене. Повећање истека до Волгограда приказује таблица:
| Место             | Просечни годишњи истек |
| ----------------- | ---------------------- |
| Горњоволшка брана | 29 m³/s                |
| Твер              | 182 m³/s               |
| Јарослављ         | 1110 m³/s              |
| Нижњи Новгород    | 2970 m³/s              |
| Самара            | 7720 m³/s              |
| Волгоград         | 8060 m³/s              |

Испод Волгограда губици су око 2% као резултат испаравања. Максимални истек воде испод ушћа Каме у прошлости је достизао 67 000 m³/s, а у Волгограду као резултат разливања у долину не прелази 52 000 m³/s. Након регулисања тока највиша стопа истека се оштро смањила те најнижа увелико нарасла. Водена равнотежа реке код Волгограда током дугог раздобља је:
| Процес     | mm  | km³ |
| ---------- | --- | --- |
| падавине   | 662 | 900 |
| истек      | 187 | 254 |
| испаравање | 475 | 646 |

Пре постављања брана, река је доносила на ушће годишње око 25 Mt наноса и 40 до 50 Мт растворених минерала. Температура воде усред лета у јулу досеже 20 до 25 °C. У Астрахану се отапа средином марта, до Камишина у првој половини априла, а средином априла у преосталом току. На горњем и средњем току замрзава се крајем новембра, а на доњем току почетком децембра. Без леда остаје приближно 200 дана, у Астрахану ОКО 260 дана. Након што су постављене бране, променио се температурни режим реке, на горњем току се време залеђености продужило, а на доњем се тај период скратио.

## Вештачка језера на Волги
На Волги су саграђена следећа вештачка језера:
- Иванково (познато као „Московско море“) (327 km², 1,12 милијарди m³)
- Угличко вештако језеро (249 , 1,2 милијарди )
- Рибинско вештачко језеро (249 , 1,2 милијарди )
- Нижненовгородско вештачко језеро (раније вештачко језеро „Горки“) (1590 km², 8,7 милијарди m³)
- Чебоксарско вештако језеро (2.274 km², 13,8 милијарди m³)
- Самара (вештачко језеро) (раније „Кјубишевско вештачко језеро“) (6.450 km², 58 милијарди m³)
- Саратовксо вештачко језеро (1.831 km², 12,9 милијарди m³)
- Волгоградско вештачко језеро (3.117 km², 31,5 милијарди m³)

### Пловни канали
Река је повезана с околним речним системима кроз водне канале.
- с Балтичким морем
  - Волшко-балтички водени пут
  - Горњоволховски канал
  - Тихвински канал
- с Белим морем
  - Севернодвински канал
  - Беломорско-балтички канал
- с Азовским и с Црним морем
  - Волшко-донски канал
- с реком Москвом
  - Московски канал

Планирано спајање с реком Урал (Волшко-Уралски канал) није реализовано.

## Галерија
- Волга код Казања
- Волга код Јарославља
- Теснац Стенке Разина у саратовској области
- Сателитски снимак Волге
- Волга у Ржеву, Првом граду од извора. Фото с почетка XX века.
- Мост преко Волге у Саратову, најдужи у Русији.[12][13]
- Волга код Волгограда
- Волга у Астрахану, посљедњем граду на Волги. У Астрахану се Волга сужава због многобројних рукаваца, формирајући делту.